# Kohautia angolensis
Kohautia angolensis är en måreväxtart som beskrevs av Cornelis Eliza Bertus Bremekamp. Kohautia angolensis ingår i släktet Kohautia och familjen måreväxter. Inga underarter finns listade i Catalogue of Life.